# Hellions
Hellions — o los Infernales en España— ha sido el nombre de varios equipos mutantes del cómic X-Men de Marvel Comics. 
El primer equipo, fue rival del equipo de superhéroes conocido como los Nuevos Mutantes.
La más reciente organización con este nombre, fueron alumnos del Instituto Xavier.

## Biografía ficticia

### Hellions (Academia de Massachusetts)
El grupo original de Hellions, eran aprendices del Club Fuego Infernal, y los estudiantes de la Reina Blanca, Emma Frost. Mientras asistían a clases en la Academia de Massachusetts de Frost, estos jóvenes mutantes. en secreto, eran entrenados en el uso de sus facultades en un complejo subterráneo. debajo de la escuela. Eran rivales de toda la vida de los Nuevos Mutantes, estudiantes del Profesor Charles Xavier. Los Hellions originales fueron:
- Émpata / Empath (Manuel Alfonso Rodrigo de la Rocha): Un guapo, pero cruel y arrogante joven español, con la capacidad de detectar y manipular las emociones de los demás. Después de un breve intento de reformarse, se encuentra actualmente encarcelado en la prisión de realidad virtual de los X-Men en Utopía. Él es también uno de los dos únicos miembros originales aún con vida.
- Ojo de Gata / Catseye (Sharon Smith): Una chica americana que podía transformar su cuerpo en una felina o semi-felina morada, y cambiar su tamaño, entre un gato casero, o una pantera. Esto le concede garras afiladas, sentidos mejorados y atributos físicos felinos, además de una cola prensil. Catseye creía que era un gato con la habilidad de transformarse en un ser humano.
- Tobera / Jetstream (Harum ibn Sallah al-Rashid): Originario de Marruecos, podía generar bioenergía térmica que le permitía impulsarse por el aire y moverse a velocidades sobrehumanas.
- Ruleta / Roulette (Jennifer Stavros): Una chica norteamericana de Atlantic City, que podía influir en las probabilidades psiónicamente, a través de discos de colores de energía que generaba y lanzaba hacia sus objetivos: los discos blancos daban buena suerte, discos negros eran negativos.
- Tarot (Marie-Ange Colbert): Originaria de Lyon, Francia. Ella podía psiónicamente manifestar las imágenes en sus cartas de tarot como construcciones físicas, y poseía una capacidad limitada de precognición enfocada a través de sus cartas. Ella fue resucitada por Christopher Aaronson, pero regresó a la muerte después de haber quedado sin poderes por los acontecimientos del "Día-M".
- Ave de Trueno / Thunderbird (James Proudstar):El hermano menor del fallecido X-Man John Proudstar (el original Ave de Trueno), que poseía atributos sobrehumanos, sentidos sobrehumanos y la capacidad de curación. Él y Émpata son los únicos miembros supervivientes del equipo original. Él se reeformó y ha participado en varios de los equipos-X. Actualmente es miembro de la última encarnación de Fuerza-X con el nombre de Warpath / Sendero de Guerra.

Emma Frost tenía otro Hellion potencial en Estrella de Fuego (Angelica Jones), pero mantuvo a la niña apartada del equipo en las misiones, mientras que la preparaba para ser su asesina personal. Estrella de Fuego finalmente se enteró de los planes de Frost y salió de la Academia de Massachusetts.
Después de sufrir un trauma severo en las manos del Beyonder (Todopoderoso), una parte de los Nuevos Mutantes fueron trasladados a la Academia de Massachusetts por Magneto (entonces director de la Escuela Xavier para Jóvenes Talentos), debido a su aparente necesidad de psíquicos en la terapia de Emma Frost. Ellos fueron Bala de Cañón, Wolfsbane (Loba Venenosa), Karma, Magma, Cypher (Cifra) y Magik. Sin embargo, pronto regresaron a la escuela de Xavier después de su recuperación y con la revelación de que Emma había empleado a Émpata de coaccionar a Magneto para que permitiera la transferencia. Después de una alianza entre los X-Men y el Club Fuego Infernal, y la ascensión de Magneto al círculo interno como su Rey Blanco, as relaciones entre los Hellions y los Nuevos Mutantes mejoraron.
Magma, dándose cuenta de que tenía sentimientos por Émpata, con el tiempo volvió con los Hellions a la Academia de Massachusetts. Más tarde, ambos dejarían el equipo para viajar a Nova Roma. James Proudstar también dejó a los Hellions, reapareciendo tiempo después con Cable y los restos de los Nuevos Mutantes, ahora llamados Fuerza-X.
Más tarde, el superfuerte Beef (Buford Wilson) y el bioeléctrico Bevatron/Bevatrón (Fabián Marechal-Julbin), se unieron al grupo.
Los Hellions originales, sin embargo llegaron a su fin, cuando Trevor Fitzroy y un escuadrón de centinelas atacó a una gala del Club Fuego Infernal. Beef y Jetstream murieron en el acto, mientras que el resto de los Hellions, fueron capturados y drenados de sus energías vitales por Fitzroy. La culpa por la muerte de sus alumnos, condujo a la eventual reforma de Emma Frost. Estos Hellions, fueron algunos de los muchos mutantes muertos resucitados a través del virus Transmodal por Selene y Eli Bard durante la historia de Necrosha, y combatieron de nuevo a los Nuevos Mutantes, Fuerza-X y los X-Men. Al parecer, sobrevivieron aun después de la caída de Selene.

### Hellions de Emplate (Infernales de Emplaca)
El siguiente grupo de Hellions fue organizado por el mutante parásito Emplate para atacar a Generation X, la nueva clase de estudiantes de Emma Frost. Este grupo apareció sólo una vez, y consistía en:
- Lady Gayle Edgerton - La exnovia de Chamber de Generation-X y otro vampiro psíquico.[13]
- Vincente Cimetta - Tiene el poder de cambiar su cuerpo de sólido a líquido o gas. Puede hacer que su estado gaseoso sea venenoso al inhalarlo.
- Baluarte / Bulwark (Oswald Boeglin) - Tiene el poder de aumentar su masa muscular. Reaparecería junto a Emplaca.[14]
- D. O. A. (George Baker)  - Es un vampiro de energía muy parecido a Emplate y su piel es invulnerable a la mayoría de los daños.
- Susurro / Murmur (Allan Rennie) - Podía abrir portales de teletransporte dentro de su línea de visión. Fue privada de sus poderes.
- Nocturna / Nocturne (Bridget Warner) -  Puede controlar la "energía de ébano". Formó parte del segundo equipo de Emplate.
- Wrap (Nick Bisley) - Posee superfuerza. Es un ser energético cuyas vendas lo mantienen unido. Formó parte del segundo equipo de Emplate.

Baluarte que pronto vuelve a aparecer junto Emplate, pero más tarde fue capturado y asesinado por el Programa Arma-X.
Un segundo grupo dirigido por Emplate también hizo una breve aparición. Además de DOA y Vincent, el equipo consistió de Wrap, otro mutante cuyo cuerpo está momificado, y una mujer que podría liberar energía psiónica que altera el sistema nervioso central de sus objetivos y desestabiliza los enlaces moleculares en materiales inorgánicos.
Es de destacar el hecho de que Emplate nunca llamó a su grupo "Hellions". Este nombre se adjunta sólo en la publicidad de Marvel Comics.

### Nuevos Hellions (Nuevos Infernales)
Un grupo de autoproclamados "Nuevos Hellions" surgió para luchar contra Fuerza-X, entre cuyos miembros figuran algunos exintegrantes del equipo:
- King Bedlam / Rey Confusión (Christopher Aaronson) - Su líder, y el hermano del miembro de Fuerza-X, Jesse Bedlam. Es un telépata capaz de causar perturbaciones mentales en sus víctimas. El poder de Christopher afecta a las personas y estas se quedan literalmente balbuceando palabras sin sentido.
- Tarot (Mari-Ange Colbert) - Una de los Hellions originales, inexplicablemente resucitada. Tiene la capacidad de dar vida psiónicamente a las imágenes de las cartas.
- Magma (Amara Juliana Olvians Aquila) - Exintegrante. Puede controlar el fuego, el calor, el magma y las placas tectónicas. Necesita estar en su forma de magma para utilizar estas habilidades en todo su potencial.
- Feral / Feroz (Maria Callasantos) - Una exmiembro de Fuerza-X. Posee velocidad, agilidad, reflejos y sentidos sobrehumanos. Tiene un factor de curación limitado, garras y cola.
- Paradigm / Paradigma: Antes de ser infectado con el Tecno Virus, Paradigma era un tecnoquinético, esto es, podía controlar las máquinas. Después de ser abosbido. Tras ser infectado con el virus, adquirió las habilidades propias de la Falange (Phalanx) como eran la absorción de materia, controlar su forma física o infectar con el virus a otros, permitiéndoles controlar su mente o su cuerpo
- Switch / Transferidor (Devon Alomar) - Un mutante que podía cambiar las mentes con un individuo al poseer su cuerpo.
- Bedlam / Confusión (Jesse Aaronson) - Hizo una breve desertó de Fuerza-X, para reunirse con su hermano y los Nuevos Hellions. Tiene el poder de producir un campo bioeléctrico que hace fallar los sistemas eléctricos.

### Hellions (Instituto Xavier)
Después de la reapertura del Instituto Xavier de Aprendizaje Superior y la formación de escuadrones entre los alumnos, uno de esos grupos de estudiantes, bajo la tutela de la directora Emma Frost, fue apodado "Hellions". Ellos tenían una intensa rivalidad con otro grupo, los Nuevos Mutantes, haciéndose eco de la relación entre los dos grupos originales del mismo nombre. Los miembros eran:
- Hellion / Infernal (Julian Keller): Julian era el líder de los Hellions y posee telequinesis de alto nivel. Fue uno de los 27 estudiantes del Instituto Xavier que retuvieron sus poderes después del "Día-M". En la actualidad es estudiante de la "Escuela Jean Grey de Educación Superior" (una renovación del Instituto Xavier).
- Azogue / Mercury (Cessily Kincaid): Todo el cuerpo Cessily se compone de azogue o mercurio no tóxico inorgánico líquido, que se puede moldear en cualquier forma a voluntad, se adhieren a las paredes con y es inmune a los ataques mágicos. Ella fue uno de los 27 estudiantes del Instituto Xavier que retuvieron sus poderes después del Día M. Actualmente es estudiante de la "Escuela Jean Grey de Educación Superior" (una renovación del Instituto Xavier).
- Alud / Rockslide (Santo Vaccarro): Santo tiene un cuerpo de roca que le otorga fuerza sobrehumana, durabilidad y resistencia. Además, Rockslide es capaz de detonar violentamente todo su cuerpo a voluntad y luego restaurarlo. Santo fue uno de los 27 estudiantes del Instituto Xavier que retuvieron sus poderes después del Día M. Actualmente es estudiante de la "Escuela Jean Grey de Educación Superior" (una renovación del Instituto Xavier).
- Tag (Brian Cruz): Antes de que perdiera sus poderes después del Día M, Brian podría poner una huella psiónica de sí mismo en otras personas que atraía o repelía a la gente. Brian murió trágicamente en el autobús que fue bombardeado por Stryker.
- Arena / Dust (Sooraya Qadir): Sooraya puede convertir su cuerpo en una nube de arena maleable que puede manipular a su antojo y que otorga inmunidad a la magia. Ella fue uno de los 27 estudiantes del Instituto Xavier que retuvo sus poderes después del Día-M. Dust es actualmente un recluta de los X-Men en Utopía.
- Ruina / Wither (Kevin Ford): Kevin descompone la materia orgánica por su "toque de la muerte". Fue uno de los 27 estudiantes del Instituto Xavier que retuvo sus poderes después del Día-M. Después de esto, pronto cayó bajo la influencia de Selene, pero luego fue asesinado por Elixir.
- Ícaro / Icarus (Joshua "Jay" Guthrie): El hermano menor de Bala de Cañón, con alas y capacidades completas para volar. Jay murió trágicamente a manos de los Purifiers (Purificadores) de Stryker.
- Espectro / Specter (Dallas Gibson): Era parte de la alineación inicial (que no incluía a Dust e Icarus), pero no estaba cuando el equipo finalizó. Tiene la capacidad de fusionarse con su sombra para aumentar su fuerza, velocidad y durabilidad. En esta forma de sombra, podía ver en la oscuridad y era inmune a los ataques basados en la oscuridad.

Después del cataclismo del "Día-M" que diezmó a la población mutante del mundo, sólo 27 de los 182 estudiantes matriculados en el Instituto Xavier conservaron sus poderes, y los estudiantes restantes se reagruparonr en un equipo de entrenamiento individual: los New X-Men.

## Otras versiones

### Era de Apocalipsis
Los Hellions aparecieron brevemente en la Era de Apocalipsis, pero fueron capturados por los X-Men y entregados al gobierno.

### Dinastía de M
Durante esta realidad alterada, un grupo de Hellions, dirigido por Danielle Moonstar, y compuesto por Wind Dancer (Danza del Viento), Hellion, Synch (Sincro), Surge (Tensión), Quill (Púa) y Magik, aparecieron como agentes de S.H.I.E.L.D..